# Michail Alexandrowitsch Antipow
Michail Alexandrowitsch Antipow (russisch Михаил Александрович Антипов, beim Weltschachbund FIDE Mikhail Al. Antipov; * 10. Juni 1997 in Moskau) ist ein russischer Schachspieler, der seit 2024 für die Vereinigten Staaten spielberechtigt ist.
Bereits im Alter von 16 Jahren erlangte Antipow im Oktober 2013 den Titel Großmeister. Sein bisher größter Erfolg ist der Gewinn der Juniorenweltmeisterschaft im Jahr 2015 in Chanty-Mansijsk. Damit qualifizierte er sich für den Schach-Weltpokal 2017. Seine bisher höchste Elo-Zahl war 2626 im Juli 2018. In der spanischen Mannschaftsmeisterschaft spielt Antipow seit 2013 für Magic Extremadura.